# Ptygura libera
Ptygura libera är en hjuldjursart som beskrevs av Myers 1934. Ptygura libera ingår i släktet Ptygura och familjen Flosculariidae. Inga underarter finns listade i Catalogue of Life.